# Христианство в Бангладеш
Христианство в Бангладеш — одна из религий, представленных в стране.
По данным исследовательского центра Pew Research Center в 2010 году в Бангладеш проживало 280 тыс. христиан, которые составляли менее 0,1 % населения этой страны. Энциклопедия «Религии мира» Дж. Г. Мелтона оценивает численность христиан в 2010 году значительно выше — 859 тыс. верующих (0,5 % населения).
Крупнейшим направлением христианства в стране является протестантизм. В 2000 году в Бангладеш действовало 2,8 тыс. христианских церквей и мест богослужения, принадлежащих 43 различным христианским деноминациям.